# Equinoxe
Équinoxe (укр. рівнодення) — другий студійний альбом Жана-Мішеля Жарра, випущений 1978 року.

## Запис
Équinoxe записаний на приватній студії Жан-Мішеля Жарра, на обладнанні MCI Studio та Gang Studio в Парижі 1978 року.

## Концепція
За концепцією диску кожна композиція означає певний час доби, з ранку до ночі. Équinoxe записаний без пауз між частинами, композиції плавно змінюють одна одну (виняток — перехід з 4-ї в 5-ту композицію — обмеження формату грамплатівки).

## Композиції
Написані і аранжовані Жан-Мішелем Жарром.
Перша сторона
1. Équinoxe Part 1 — 2:25
2. Équinoxe Part 2 — 5:00
3. Équinoxe Part 3 — 5:09
4. Équinoxe Part 4 — 6:54

Друга сторона
1. Équinoxe Part 5 — 3:47
2. Équinoxe Part 6 — 3:28
3. Équinoxe Part 7 — 7:06
4. Équinoxe Part 8 — 4:57

## Учасники запису
- Звукорежисер: Жан-Мішель Жаніо, ассистент: Патрік Фулон;
- Виконавці: Жан-Мішель Жарр, Мішель Жесс.
- Оригінальна обкладинка: Мішель Гранже.

## Інструменти
- ARP 2600
- ARP Sequencer
- EMS VCS 3
- EMS Vocoder
- Yamaha CS60
- Oberheim TVS-1A
- Oberheim Digital sequencer
- RMI Harmonic syntesizer
- RMI Keyboard computer
- ELKA 707
- Korg Polyphonic ensemble 200
- Eminent unique 310
- Mellotron
- Rhytmicomputer